# ماجراهای کاملاً جدید لورل و هاردی: برای عشق یا مومیایی
ماجراهای کاملاً جدید لورل و هاردی: برای عشق یا مومیایی (انگلیسی: The All New Adventures of Laurel & Hardy in 'For Love or Mummy') یک فیلم کمدی آمریکایی است که در سال ۱۹۹۹ منتشر شد. از بازیگران این فیلم می‌توان به برانسون پینچوت، گایلارد سارتاین و اف. موری آبراهام اشاره کرد.